# Alberto Cerri
Alberto Cerri (Parma, 6 april 1996) is een Italiaans voetballer die doorgaans als aanvaller speelt. Hij verruilde Juventus in februari 2019 voor Cagliari.

## Clubcarrière
Cerri werd op zijn zesde opgenomen in de jeugdopleiding van Parma. Hij debuteerde hiervoor op 30 maart 2013 in de Serie A, tegen Pescara Calcio. Hij was toen 16 jaar en 348 dagen oud. Parma verhuurde Cerri in het seizoen 2014/15 aan Virtus Lanciano. Hier maakte hij zijn eerste vier doelpunten in het profvoetbal. In juli 2015 tekende hij een contract bij Juventus.

## Clubstatistieken
| Seizoen | Club                 | Land   | Competitie | Wed. | Doelp. |
| ------- | -------------------- | ------ | ---------- | ---- | ------ |
| 2012/13 | Parma FC             | Italië | Serie A    | 1    | 0      |
| 2013/14 | Parma FC             | Italië | Serie A    | 1    | 0      |
| 2014/15 | → SS Virtus Lanciano | Italië | Serie B    | 19   | 4      |
| 2015/16 | Juventus FC          | Italië | Serie A    | 0    | 0      |
| 2015/16 | → Cagliari Calcio    | Italië | Serie B    | 24   | 3      |
| 2016/17 | → SPAL 2013          | Italië | Serie B    | 15   | 1      |
| 2016/17 | → Pescara            | Italië | Serie A    | 13   | 2      |
| 2017/18 | → Perugia Calcio     | Italië | Serie B    | 34   | 15     |
| 2018/19 | → Cagliari Calcio    | Italië | Serie A    | 8    | 0      |
| Totaal  | Totaal               | Totaal | Totaal     | 115  | 25     |

## Interlandcarrière
Cerri kwam uit voor diverse Italiaanse jeugdelftallen.

## Erelijst
Cagliari Calcio
- Serie B

2015/16
1 Ciocci ·
3 Augello ·
6 Luperto ·
8 Adopo ·
9 Lapadula ·
10 Viola ·
14 Deiola ·
16 Prati ·
18 Marin ·
19 Zortea ·
21 Jankto ·
22 Scuffet ·
23 Wieteska ·
24 Palomino ·
26 Mina ·
28 Zappa ·
29 Makoumbou ·
30 Pavoletti  ·
33 Obert ·
37 Azzi ·
70 Gaetano ·
71 Sherri ·
77 Luvumbo ·
80 Mutandwa ·
91 Piccoli ·
97 Felici ·
Coach: Nicola